# Конрад Краффт фон Делльмензінген
Конрад Крістоф Генріх Краффт фон Дельменсінген (нім. Konrad Christoph Heinrich Krafft von Dellmensingen; 24 листопада 1862 — 21 лютого 1953) — німецький воєначальник, генерал артилерії Імперської армії. Кавалер ордена Pour le Mérite з дубовим листям.

## Біографія
В 1881 році вступив в Баварську армію, після закінчення Баварської військової академії в 1894 році служив в декількох частинах і в Генеральному штабі баварської армії, а також в Генеральному штабі в Берліні. У 1908 році служив в баварському військовому міністерстві. З жовтня 1912 року — начальник генерального штабу баварської армії.
На початку Першої світової війни Краффт очолив штаб 6-ї армії під командуванням кронпринца Рупрехта, яка складалася переважно з баварських частин. Брав участь в прикордонних боях в Лотарингії і в боях, відомих як «Гонка до моря».
Після того, як Італія вступила у війну на боці Антанти, в травні 1915 року очолив Альпійський корпус і придушив італійський наступ в Доломітових Альпах, не дозволивши італійській армії просунутися вперед.
Восени 1915 року взяв участь у вторгненні в Сербію. Влітку 1916 року переведений на Західний фронт, де Альпійський корпус взяв участь в битві при Вердені. Восени 1916 року взяв участь у вторгненні в Румунію, що вступила у війну на боці Антанти.
У березні 1917 року знову переведений на Західний фронт, де очолив штаб групи армій герцога Альбрехта. У вересні 1917 року очолив штаб новосформованої 14-ї армії під командуванням Отто фон Белова і взяв участь в плануванні прориву під Кобаридом. Наступ мав бути обмеженим, щоб запобігти краху австро-угорської армії, але, багато в чому завдяки плану Краффта, він був настільки успішним, що майже повністю вивів з ладу італійську армію, яка була змушена повністю відступити до річки П'яве.
Краффт залишався начальником штабу Белова навіть після того, як останній очолив новосформовану 17-у армією в лютому 1918 року і взяв участь у Весняному настанні, в якому 17-я армія придушила 3-ю британську армію під командуванням Джуліана Бінга, але, тим не менш, не досягла поставленої мети.
У квітні 1918 року очолив Баварський корпус. До кінця війни Краффт разом зі своїм корпусом знову був перекинутий на Італійський фронт, де намагався запобігти прориву фронту і розпаду австро-угорської армії.
Після закінчення війни вийшов в відставку 4 грудня 1918 року. Краффт залишився палким прихильником відновлення баварської монархії, присвятив себе історичним дослідженням і брав участь в підготовці до публікації офіційної історії баварської армії в Першій світовій війні.

## Сім'я
Одружився з Анною Церер. В пари народились дочка і 2 сини.

## Звання
- Фенріх (6 серпня 1881)
- Другий лейтенант (1 квітня 1883)
- Перший лейтенант (12 червня 1892)
- Гауптман (17 березня 1897)
- Майор (22 квітня 1904)
- Оберстлейтенант (7 липня 1907)
- Оберст (19 грудня 1909)
- Генерал-майор (1 жовтня 1912)
- Генерал-лейтенант (19 травня 1915)
- Генерал артилерії (8 квітня 1918)

## Нагороди
- Орден «За заслуги» (Баварія)
  - 4-го класу
  - 3-го класу
  - великий хрест з мечами
- Медаль принца-регента Луїтпольда
- Хрест «За вислугу років» (Баварія) 2-го класу (24 роки)
- Орден Червоного орла 3-го класу
- Орден Громадянських заслуг Баварської корони, лицарський хрест
- Орден Вюртемберзької корони
  - почесний хрест
  - командорський хрест (11 вересня 1917)
- Почесний хрест (Ройсс) 1-го класу
- Орден Святого Михайла (Баварія), почесний хрест
- Орден Корони (Пруссія) 2-го класу
- Залізний хрест 2-го і 1-го класу
- Військовий орден Максиміліана Йозефа
  - лицарський хрест (20 серпня 1914)
  - командорський хрест (24 серпня 1916)
  - великий хрест (24 жовтня 1917)
- Хрест Фрідріха
- Хрест «За заслуги у війні» (Саксен-Мейнінген)
- Хрест «За військові заслуги» (Мекленбург-Шверін) 2-го і 1-го класу
- Ганзейський Хрест (Гамбург)
- Pour le Mérite з дубовим листям
  - орден (13 вересня 1916)
  - дубове листя (11 грудня 1916)
- Орден Залізної Корони 1-го класу (Австро-Угорщина)
- Почесний хрест ветерана війни з мечами